# Lisa Ebert
Lisa Ebert (* 6. Juli 2000 in Forchheim) ist eine deutsche Fußballspielerin.

## Karriere

### Vereine
Vom 1. FC Nürnberg wechselte sie als Juniorin 2016 zum 1. FFC Frankfurt, für den sie am 3. September 2017 (1. Spieltag) beim 2:0-Sieg im Bundesligaheimspiel gegen den 1. FC Köln – mit Einwechslung für Tanja Pawollek in der 83. Minute – ihr Debüt Seniorinnenbereich gab. Bei der 2:3-Niederlage am 28. März 2018 (14. Spieltag) im Auswärtsspiel gegen den SC Sand erzielte sie mit dem Treffer zum 2:0 in der 42. Minute ihr erstes Bundesligator. Zum Saisonende 2018/2019 verließ sie den Verein und kehrte zum Regionalligisten 1. FC Nürnberg zurück. 2020 wechselte sie zum Zweitligisten FC Ingolstadt 04.

### Nationalmannschaft
Ebert spielte für die Nachwuchsnationalmannschaften des DFB der Altersklassen U15 bis U19. Mit der U19-Nationalmannschaft erreichte sie das Finale der Europameisterschaft 2018 in der Schweiz, das knapp mit 0:1 gegen die Auswahl Spaniens verloren wurde. Für dieses Turnier wurde sie ins „All-Star-Team“ berufen. Auch an der U19-Europameisterschaft 2019 in Schottland nahm sie teil und wurde mit ihrer Mannschaft Zweite des Turniers.

## Erfolge
- Finalist U19-Europameisterschaft 2018 und 2019